# José Javier Hombrados
José Javier Hombrados, né le 7 avril 1972 à Madrid, est un handballeur espagnol qui joue au poste de gardien de but.
Hombrados est particulièrement notable pour son palmarès remarquable (avec notamment cinq Ligues des champions, un titre de Champion du monde en 2005 et deux médailles de bronze olympiques) et sa longévité exceptionnelle, mettant un terme à sa carrière à 49 ans après 30 saisons au plus haut niveau.
En décembre 2018, Hombrados est le premier à atteindre la barre symbolique des 700 matchs de championnat d'Espagne, portant ce total à 767 au terme de sa carrière.
Avec 260 sélections en équipe nationale espagnole, il est le troisième joueur le plus capé derrière Raúl Entrerríos et son homologue David Barrufet.

## Palmarès

### Club
Compétitions internationales
- Ligue des champions
  - Vainqueur (5) : 1994, 2001, 2006, 2008, 2009
  - Finaliste (3) : 2005, 2011, 2012
- Vainqueur de la Coupe des vainqueurs de coupe (2) : 1999 et 2003
- Vainqueur de la Supercoupe d'Europe[5] (4) : 2000, 2005, 2006, 2008
- Vainqueur de la Coupe du monde des clubs[5] (3) : 2007, 2010, 2012

Compétitions nationales
- Championnat d'Espagne
  - Vainqueur (7) : 1994, 2002, 2004, 2007, 2008, 2009, 2010
  - Vice-champion (7) : 1996, 2003, 2005, 2006, 2011, 2012, 2013
- Vainqueur de la Coupe du Roi (7) : 1995, 2001, 2003, 2008, 2011, 2012, 2013
- Vainqueur de la Coupe ASOBAL (7) : 1999, 2004, 2005, 2006, 2007, 2008, 2011
- Vainqueur de la Supercoupe d'Espagne[5] (6) : 1994, 2001, 2004, 2007, 2010, 2011

### Sélection nationale
Jeux olympiques
- Médaille de bronze aux Jeux olympiques de 1996 à Atlanta
- 7e place aux Jeux olympiques de 2004 à Athènes
- Médaille de bronze aux Jeux olympiques de 2008 à Pékin
- 7e place aux Jeux olympiques de 2012 à Londres

Championnats du monde
- 5e place au Championnat du monde 2001 en France
- 4e place au Championnat du monde 2003 au Portugal
- Médaille d'or au Championnat du monde 2005 en Tunisie
- 7e place au Championnat du monde 2007 en Allemagne
- 13e place au Championnat du monde 2009 en Croatie
- Médaille de bronze au Championnat du monde 2011 en Suède

Championnats d'Europe
- Médaille d'argent du Championnat d'Europe 1996 en Espagne
- 7e place au Championnat du d'Europe 2002 en Suède
- 10e place au Championnat du d'Europe 2004 en Slovénie
- Médaille d'argent du Championnat d'Europe 2006 en Suisse
- 9e place au Championnat du d'Europe 2008 en Norvège
- 6e place au Championnat du d'Europe 2010 en Autriche
- 4e place au Championnat du d'Europe 2012 en Serbie

Autres
- Médaille de bronze aux Goodwill Games de 1994
- Médaille de bronze aux Jeux méditerranéens de 1997
- Médaille d'or à la Supercoupe des nations en 2003

### Distinctions personnelles
- Élu meilleur gardien de but du championnat d'Espagne en 2004 et 2005

## Galerie

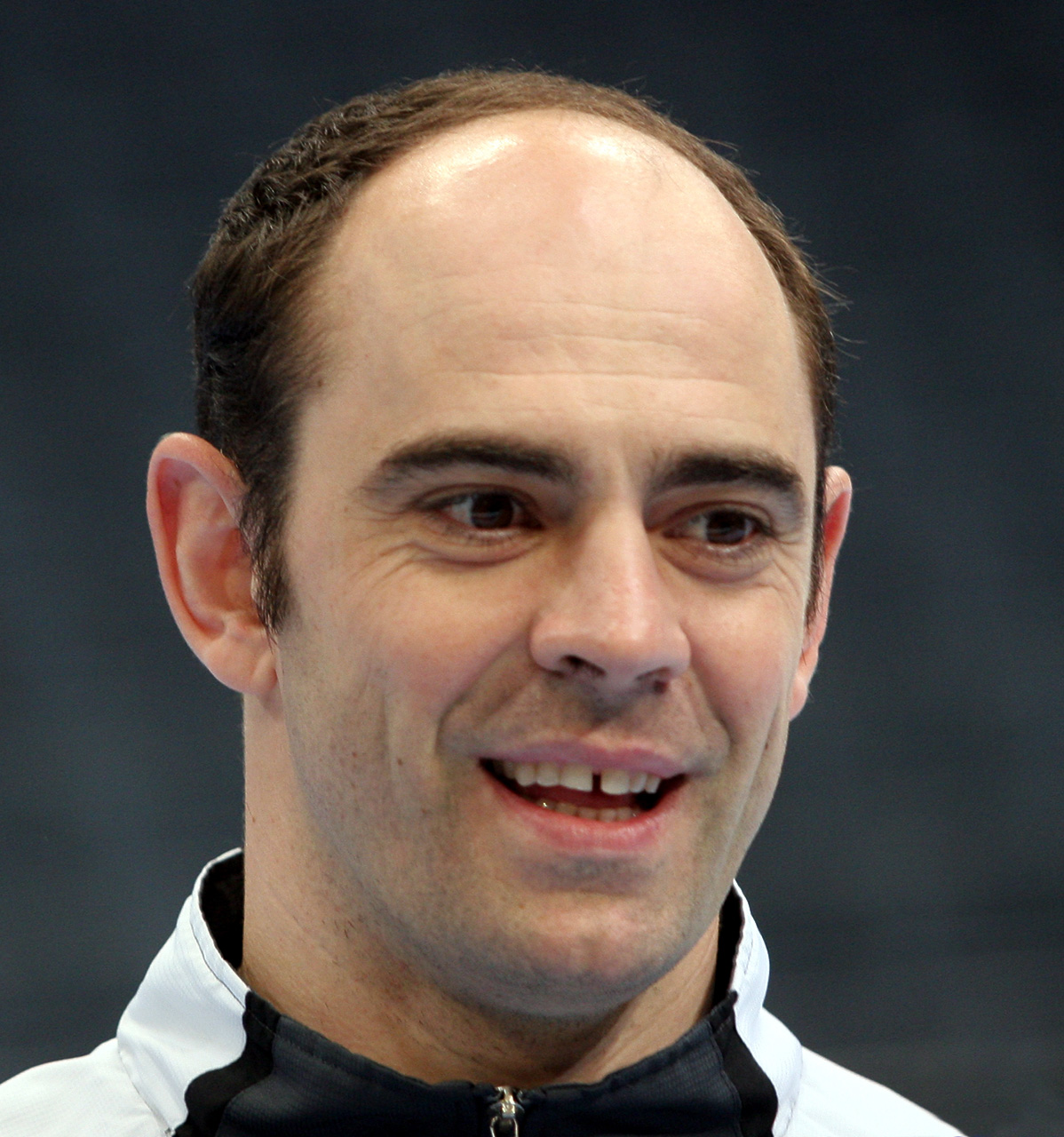
José Javier Hombrados en 2008.
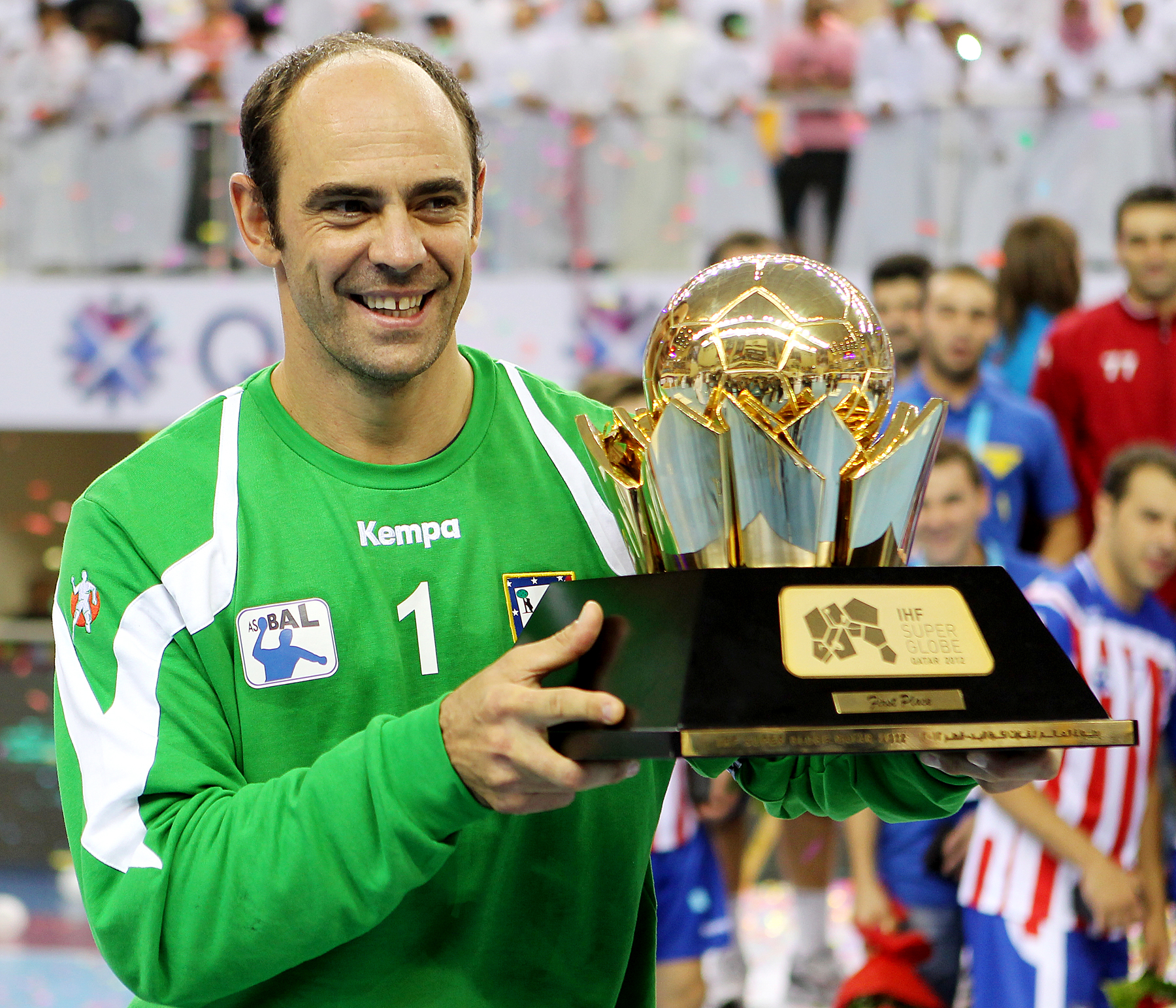
José Javier Hombrados avec le trophée de la Coupe du monde des clubs en 2012.
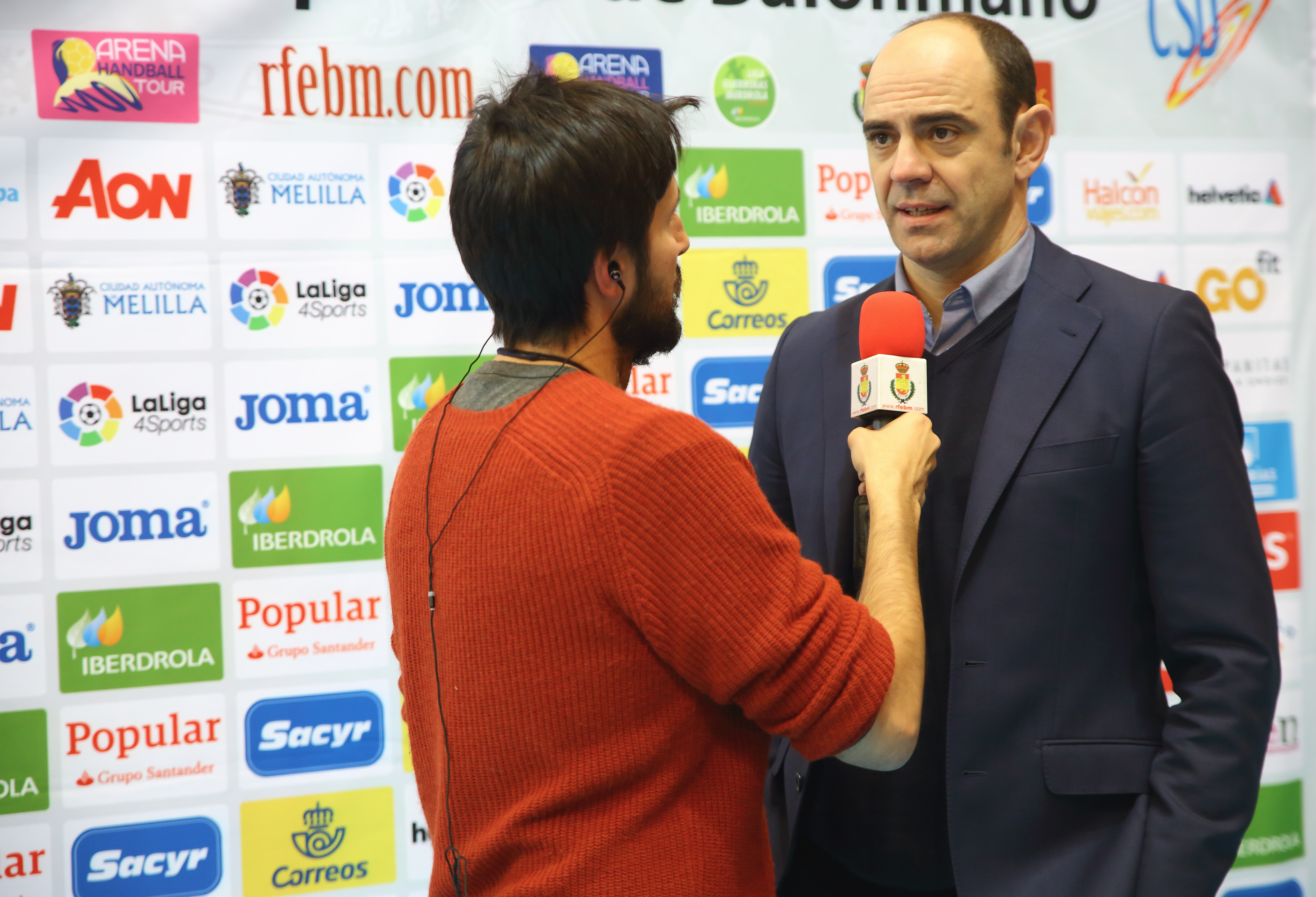
José Javier Hombrados en 2018.